# Lahitte, Gers
Lahitte är en kommun i departementet Gers i regionen Occitanien i sydvästra Frankrike. Kommunen ligger i kantonen Auch-Nord-Est som tillhör arrondissementet Auch. År 2022 hade Lahitte 233 invånare.

## Befolkningsutveckling
Antalet invånare i kommunen Lahitte
Referens:INSEE